# Fiskeri- og Søfartsmuseet
Fiskeri- og Søfartsmuseet er et museum i Esbjerg, der beskæftiger sig med fiskeri og søfart. Museet har udstillinger om begge emner, et saltvandsakvarium og et sælarium. Desuden er der skiftende særudstillinger. Museet er blandt de 50 mest besøgte turistattraktioner i Danmark.

## Historie
Museet blev etableret i april 1968 og beskæftigede sig i første omgang med fiskeri. Allerede fra starten havde det et saltvandsakvarium, og i 1976 blev dette udvidet med et bassin til sæler. I 1989 fik det et udendørs område, der viser, hvordan fiskerlejer, mindre havne og træskibsværfter så ud omkring 2. verdenskrig. Området er løbende udvidet.
I 2000 blev der indviet en ny permanent udstilling om søfart på næsten 2.000 m2.  Udvidelsen indeholder også bibliotek, magasiner og kontorer. Saltvandsakvariet blev renoveret og udvidet i 2002, og i 2013 blev et moderniseret sælarium indviet.